# Plesnivec alpský
Plesnivec alpský (Leontopodium alpinum), též protěž alpská, je horská květina z čeledi hvězdnicovitých (Asteraceae). Upřednostňuje skalnatá vápencová místa v nadmořské výšce kolem 1800–3000 metrů. Není jedovatá a v tradiční medicíně se používá jako lék proti břišním a dýchacím chorobám. Její listy a květy jsou pokryty hustými chloupky, které rostlinu zřejmě chrání před chladem, suchem a ultrafialovým zářením. Je to vzácná, krátkověká květina, která se vyskytuje v odlehlých horských oblastech a byla používána jako symbol alpinismu, drsné krásy a čistoty spojované s Alpami a Karpaty a jako národní symbol, zejména Rumunska, Rakouska, Bulharska, Mongolska, Slovinska, Švýcarska a Itálie. Podle lidové tradice je darování této květiny milované osobě příslibem oddanosti. 

## Název
Německý název Edelweiß pochází z německých slov edel (vznešený) a weiß (bílý). Slovinské jméno je planika, což znamená horská dívka. V Rumunsku je známá jako floare de colț, což znamená „květina útesu“. V italsky mluvících Alpách se květina označuje jako stella alpina a ve francouzských Alpách jako étoile des Alpes, přičemž oba názvy znamenají „hvězda Alp“.
Edelweiß byl jedním z několika regionálních názvů pro tuto rostlinu a rozšířil se v první polovině 19. století v souvislosti s ranou alpskou turistikou. Mezi alternativní názvy patří Chatzen-Talpen („kočičí tlapky“) a starší Wullbluomen („vlněný květ“, doložený v 16. století).
Vědecké označení rodu, Leontopodium, znamená lví tlapa, což je odvozeno z řeckých slov leon (lev) a podion (malá noha, tlapa).

## Oblast rozšíření
Zatímco plesnivec alpský subsp. alpinum je autochtonní v Alpách, Juře, Karpatech, zejména v Rumunsku, na severním Balkáně a v severních Apeninách a Pyrenejích, plesnivec alpský subsp. nivale se vyskytuje v Abruzích, v Dinárských horách a na Pirinu. Další druhy rodu plesnivec se kromě středoasijských stepí vyskytují v severním Himálaji, severní Číně, Mongolsku, Japonsku, Koreji a na Kamčatce. 

## Popis
Je to vytrvalá bylina, pokrytá bílou plstí. Přímá lodyha je 5–30 cm vysoká. Listy má nejen přízemní (kopisťovitého tvaru), ale i lodyžní (kopinaté, střídavě uspořádané). Květenství je několik úborů uspořádaných dále do strboulu. Pod květenstvím je zákrov. Barva květů je žlutobílá.
Plesnivec pochází z evropských pohoří, přirozeně roste např. v Alpách a Karpatech. Občas je ale pěstován a může zplaňovat, či je dokonce záměrně vysazován.
Plesnivec alpský kvete od července do srpna.

## Zajímavosti
Alpská protěž se považuje za symbol Alp. Protěž alpská byla také symbolem horských myslivců a protěž alpská v černém oválu byla nášivkou horských myslivců Zbraní SS.